# LAHAT
LAHAT (eng. Laser Homing Attack ili Laser Homing Anti-Tank) je treća generacija protutenkovskih projektila koji su poluaktivno laserski navođeni. Oružje je dizajnirala i proizvodi izraelska vojna industrija Israel Aerospace Industries (IAI) te je u službi od 1992. godine do danas.
Ovaj projektil namijenjen je lansiranju iz tenkovskih topničkih cijevi kalibara 105 (ožljebljena) i 120 mm (glatka cijev). Za svaki je kalibar napravljena posebna košuljica s kojom se projektil lansira a koja ga prilagođava načinu lansiranja / ispaljivanja iz cijevi. Uz to, Lahat se može lansirati iz posebnih cjevastih lansera na helikopterima i oklopnim vozilima. Način lansiranja iz tih lansera vrlo je sličan načinu ispaljivanja granata iz bestrzajnih topova. Projektil je opremljen stabiliziranim tražilom koje je usmjereno blago prema dolje kako bi moglo uočiti odbljesak laserske zrake od cilja. Označavanje ciljeva ne mora se obaviti s lansera već to mogu obaviti istureni izvidnici ili bespilotna letjelica.
Projektil je opremljen tandem kumulativnom bojnom glavom koja može probiti 800 mm homogenog čeličnog oklopa zaštićenog reaktivnim oklopom. Masa cijelog projektila je 13,5 kilograma. Na službenim stranicama proizvođača piše da je maksimalni domet projektila veći od 6.000 metara a neslužbeni izvori navode da je domet Lahata kad se lansira / ispaljuje iz tenkovskog topa oko 8.000 metara a iz helikoptera čak 13.000 metara. Cilj na udaljenosti od 4.000 metara dosegne za 14 sekundi. Lanser s četiri projektila, namijenjen helikopterima, vozilima i manim plovilima, teži 75 kilograma.

## Korisnici
- Izrael: izraelska kopnena vojska koristi LAHAT na svojim tenkovima Merkava.[1]
- Indija: indijska kopnena vojska koristi LAHAT na svojim tenkovima Arjun.[2]